# Mexichromis mariei
Mexichromis mariei is een zeenaaktslak die behoort tot de familie van de Chromodorididae. Deze slak komt voor in het westen van de Grote Oceaan, voornamelijk langs de kusten van Nieuw-Caledonië, op een diepte van 7 tot 45 meter. Mogelijk komt deze soort ook voor in de Indische Oceaan.
De slak is witroze van kleur, met paarse vlekken. De mantelrand bestaat uit een gele lijn. De kieuwen zijn roze met paarse toppen, terwijl de rinoforen helemaal paars zijn. Ze wordt, als ze volwassen is, zo'n 4 cm lang. 